# Sadowne (osada)
Sadowne – osada Polsce, w województwie mazowieckim, w powiecie węgrowskim, w gminie Sadowne.
Wierni kościoła rzymskokatolickiego należą do parafii św. Jana Chrzciciela w Sadownem.